# 多瑙河地區性家族性腎病
多瑙河地區性家族性腎病（Danubian endemic familial nephropathy、DEFN），也被稱為巴爾幹半島地方性腎病（Balkan endemic nephropathy、BEN），是間質性腎炎的一種形式。它最早是在1920年代在克羅地亞、波斯尼亞及黑塞哥維那、塞爾維亞、羅馬尼亞及保加利亞的現代化國家中沿著多瑙河、及其主要支流的幾個小獨立社區被發現及確定。

## 歷史
首次官方正式公佈了疾病的描述是由保加利亚腎病學家"尤多·坦切夫"(Yoto Tanchev)博士及他的研究團隊在1956年的保加利亞的醫學雜誌"Savremenna Medizina"上發表， 且普遍被國際腎臟病學界承認的病症。 他們的研究是基於圍繞著保加利亚弗拉察鎮的一些村莊居民所進行的廣泛篩選而得。
研究團隊對這種不尋常的地方性腎臟的疾病之認識所作出貢獻是其"非典型的慢性腎炎症狀"之描述，即他們的描述只有在成年人有發病率(小孩子沒有影響)、無高血壓、手掌和腳掌的皮膚黃染(xanthochromia、"坦切夫"徵狀)、早期的低色指數性貧血(hypochromic anemia)、無蛋白尿，以及腎功能衰竭緩慢的進展。

## 症狀和預後
本病主要影響到的人為30歲到60歲之間。移居到流行病地區的人們直到在那裡生活了15年之後才會發病、之前不會。
症狀包括虛弱，貧血，及銅色皮膚變色。

## 病因
DEFN的病因並不十分確定，儘管長期食用含有马兜铃酸的食物已被認為是DEFN、及其他相關病症的主要致病因素。
曝露於马兜铃酸與高發病率的尿道上皮(Urothelium)腫瘤。

## 外部連結
- synd/1341 - Who Named It?
- 1120927774 於 GPnotebook
- Slideshow at army.mil
- BBC Horizon The curse of Karash（英语：List of Horizon episodes#Series 27: 1990-1991）